# Andover Down
Andover Down är en by i Storbritannien.  Den ligger i grevskapet Hampshire och riksdelen England, i den södra delen av landet, 100 km väster om huvudstaden London. Toppen på Andover Down är 122 meter över havet.
Terrängen runt Andover Down är platt. Runt Andover Down är det ganska tätbefolkat, med 172 invånare per kvadratkilometer. Närmaste större samhälle är Andover, 5,3 km väster om Andover Down. Trakten runt Andover Down består till största delen av jordbruksmark.